# Creseis
Creseis is een geslacht van weekdieren uit de klasse van de Gastropoda (slakken).

## Soorten
- Creseis acicula (Rang, 1828)
- Creseis antoni Cahuzac & A. W. Janssen, 2010 †
- Creseis berthae A. W. Janssen, 1989 †
- Creseis conica Eschscholtz, 1829
- Creseis corpulenta (O. Meyer, 1887) †
- Creseis curta A. W. Janssen, 2012 †
- Creseis maxima (Ludwig, 1864) †
- Creseis roesti A. W. Janssen, 2010 †
- Creseis simplex (O. Meyer, 1886) †
- Creseis spina (Reuss, 1867) †
- Creseis tugurii Cahuzac & A. W. Janssen, 2010 †
- Creseis virgula (Rang, 1828)

### Nomen dubium
- Creseis aquensis Benoist, 1889 † ()

### Synoniemen
- Creseis (Boasia) Dall, 1889 => Boasia Dall, 1889
- Creseis acus Eschscholtz, 1829 => Creseis clava (Rang, 1828) => Creseis acicula (Rang, 1828)
- Creseis annulata Deshayes, 1853 => Hyalocylis striata (Rang, 1828)
- Creseis bulgia Sakthivel, 1974 => Creseis chierchiae (Boas, 1886) => Boasia chierchiae (Boas, 1886)
- Creseis caliciformis Meisenheimer, 1905 => Cuvierina columnella (Rang, 1827)
- Creseis caligula Eschscholtz, 1829 => Creseis virgula (Rang, 1828)
- Creseis chierchiae (Boas, 1886) => Boasia chierchiae (Boas, 1886)
- Creseis clava (Rang, 1828) => Creseis acicula (Rang, 1828)
- Creseis compressa Eschscholtz, 1829 => Hyalocylis striata (Rang, 1828)
- Creseis cornucopiae Eschscholtz, 1829 => Creseis virgula (Rang, 1828)
- Creseis cyathus De Cristofori & Jan, 1832 † => Gadila cyathus (De Cristofori & Jan, 1832) †
- Creseis fuchsi Kittl, 1886 † => Orygoceras fuchsi (Kittl, 1886) †
- Creseis hastata (O. Meyer, 1886) † => Styliola hastata O. Meyer, 1886 † => Creseis spina (Reuss, 1867) †
- Creseis recta Gray J.E., 1850 => Creseis clava (Rang, 1828) => Creseis acicula (Rang, 1828)
- Creseis rotunda G. B. Sowerby II, 1877 => Creseis conica Eschscholtz, 1829
- Creseis rugulosa (Philippi, 1836) => Caecum trachea (Montagu, 1803)
- Creseis rugulosa Cantraine, 1841 => Hyalocylis striata (Rang, 1828)
- Creseis spinifera (Rang, 1828) => Styliola subula (Quoy & Gaimard, 1827)
- Creseis spiniformis Benoit, 1843 => Creseis clava (Rang, 1828) => Creseis acicula (Rang, 1828)
- Creseis sulcata Benoit, 1843 => Hyalocylis striata (Rang, 1828)
- Creseis unguis Eschscholtz, 1829 => Creseis virgula (Rang, 1828)
- Creseis virgulata Locard, 1886 => Creseis virgula (Rang, 1828)
- Creseis zonata Delle Chiaje, 1830 => Hyalocylis striata (Rang, 1828)